# Simone Vergassola
Simone Vergassola (* 24. Januar 1976 in La Spezia) ist ein ehemaliger italienischer Fußballspieler, der hauptsächlich beim italienischen Verein AC Siena spielte.

## Karriere
Vergassola lernte das Fußballspielen bei Sarzanese, einem Verein aus der Provinz La Spezia. 1992 wechselte er zur Carrarese Calcio, für die er in der Serie C1 spielte. Im Jahr 1996 ging Vergassola nach Ligurien zu Sampdoria Genua. Dort gab er sein Serie-A-Debüt am 9. März 1997 in der Begegnung Atalanta Bergamo-Sampdoria Genua (4:0).
Der FC Turin stieg 2003 in die Serie B ab und Vergassola verließ den Verein während der Saison Richtung Toskana und unterschrieb in Siena.
Seit 2004 spielte Simone Vergassola bei der AC Siena, die sich mit ihm in der obersten Spielklasse etablierte. Nach der Saison 2009/10 stieg er mit den Toskanern jedoch in die Serie B ab. Im April 2011 verlängerte Vergassola seinen am Ende der Saison auslaufenden Vertrag vorzeitig bis Ende der Saison 2012/13. Nach dem Bankrott des AC Siena nach der Saison 2013/14 ging Vergassola mit der neuen Mannschaft Robur Siena in die Serie D, wo am Ende der Saison der Aufstieg erreicht und die nationale Amateurmeisterschaft (Poule Scudetto, Campione d’Italia di Serie D) gewonnen werden konnte. Mit Ende der Saison 2014/15 gab er nach 390 Spielen und 28 Toren in der Serie A seinen Rücktritt vom Fußball bekannt.